# Sampuran (Ranto Baek)
Sampuran is een bestuurslaag in het regentschap Mandailing Natal van de provincie Noord-Sumatra, Indonesië. Sampuran telt 470 inwoners (volkstelling 2010).